# Държавно горско стопанство „Акад. Николай Хайтов“
Държавно горско стопанство „Акад. Николай Хайтов“ (до 2019 г. – „Хвойна“) е част от Южноцентрално държавно предприятие – Смолян.
Територията на горското стопанство в попада в границите на община Чепеларе и обхваща горите в землищата на селата: Хвойна, Павелско, Малево, Орехово, Забърдо и Зорница.
Седалището му е в село Хвойна, област Смолян. На север стопанството граничи с Държавно горско стопанство „Пловдив“ и Държавно горско стопанство „Асеновград“, на изток – Държавно ловно стопанство „Кормисош“, на юг – Държавно горско стопанство „Чепеларе“, на югозапад – Държавно горско стопанство „Широка лъка“ и на запад – Държавно горско стопанство „Михалково“.
Релефът е с типичен планински характер. Преобладават наклонените хълмисти терени, следвани от много стръмните планински склонове. Най-високата точка на горското стопанство е връх Голям Персенк (2095 m н.в.), а най-ниската – 620 m н. в. в долината на Чепеларска река.
Главното водно течение, което минава през територията на стопанството е Чепеларска река, която в границите на стопанството приема водите на реките Забърдовска и Ореховска. По-голяма част от територията е разположена върху гнайси, а останалата част е изградена от варовикови формации. Преобладаваща част от горите са иглолистни – смърч, черен бор, бял бор, ела. Срещат се и широколистни насаждения – бук, зимен дъб, келяв габър, габър. Общата площ на горите и земите от горски фонд на територията на горското стопанство е 18602,8 ha. Залесената площ е 17052 ha, което е 91,6%. Срещат се дива свиня, благороден елен, елен лопатар, муфлон, сърна, дива коза, заек, глухар, лещарка, кафява мечка, вълк.
На територията на горското стопанство се намират природните забележителности „Дуплево“, „Костен камък“, „Скакалото“, „Чудни мостове“, и защитената местност „Средни ливади“. В него са разположени хижите „Персенк“, „Кабата“, „Пашалийца“ и „Скални мостове“.
По случай 100-годишнината от рождението на писателя Николай Хайтов, през 2019 г. Държавно горско стопанство „Хвойна“ е преименувано на Акад. Николай Хайтов.